# 中国共产党武汉市委员会
中国共产党武汉市委员会（简称中共武汉市委、武汉市委）是中国共产党在湖北省武汉市的地方组织，由中国共产党武汉市代表大会选举产生。依据《中国共产党章程》，武汉市委在市党代会闭会期间，执行中国共产党中央委员会和中共湖北省委的指示和市党代会的决议，领导武汉市的工作，定期向党中央和湖北省委报告工作。

## 历史
1920年秋，董必武、陈潭秋、刘伯垂等在武昌抚院街97号召开秘密会议，成立共产主义小组（亦称武汉共产党支部）。1921年10月，包惠僧调派至武汉，与陈潭秋等人按照《中国共产党的第一个党纲》的规定，成立中共武汉地方委员会（简称武汉地委），包惠僧任书记。时有党员9人。1922年夏，中共武汉地方委员会改组为中共武汉地方执行委员会兼武汉区执行委员会。包惠僧任委员长，陈潭秋任组织委员，李书渠任宣传委员。同年秋，包惠僧调至北方工作，陈潭秋（一说刘昌群）接任委员长。1923年初春，中共武汉地方执行委员会撤销，改称武汉区执行委员会。3月，李立三调任武汉区委委员长。区委机关由武昌迁汉口。在1923年秋的委员会改选上，包惠僧任委员长。1924年春，中共中央决定将原武汉区执行委员会管辖的汉口、武昌两地方执行委员会改由中共中央直接管辖。1924年秋，成立中共武汉地方执行委员会，彭泽湘任委员长。1925年10月改组，陈潭秋任书记。:11
1926年5月，改组为湖北省地方执行委员会。其中1926年5月下旬成立中共汉口部委员会，许之桢任部委书记；1926年5月下旬成立中共武昌部委员会，蔡以忱任书记:12。
1926年9月上旬，成立中共湖北区执行委员会。1926年9月成立中共汉口地方执行委员会；1926年10月成立中共武昌地方执行委员会（蔡以忱任书记），和中共汉阳地方执行委员会（魏亮生任书记）。
1927年5月，中共湖北区委改为湖北省委，建立中共汉口市委员会（吴雨铭任书记）、武昌县委员会（马俊三任书记）、汉阳县委员会。七五事变前后陆续改组，建立中共武昌市委员会（1927年7月－12月）、中共武昌市临时委员会→中共武昌县委员会（1928年1月－3月）、中共汉口第一区委员会（1927年7月－9月）、中共汉口第二区委员会（1927年7月－10月）、中共汉口第三区委员会（1927年7月－10月）、中共汉口区委员会（1927年10月－1928年2月）、中共硚口区委员会（1927年7月－1928年1月）、中共江岸区委员会（1927年7月－1928年1月）、中共汉口市委员会（1928年2月－1928年3月）、中共汉口市临时委员会（1928年4月）、中共汉阳县委员会（1927年7月－1928年3月）等:13-20。
1928年6月成立中共武汉特别委员会（简称武汉特委），由刘凤灵、刘子刚、祁松廷（未到职）3人组成。其首要任务是清理线索，恢复党组织。1928年8月上旬，湖北省委迁回武汉，撤销武汉特委，成立汉口市委、武昌市委、汉阳县委。1929年7月下旬成立中共武汉特别支部干事会，刘先觉任书记，直属中共中央管辖。1929年9月，成立中共武汉特别区委员会，10月改组为武昌区委员会:21-22。
1930年9月，成立中共武汉市委员会，直属长江局管辖，机关驻汉口，任弼时任书记。11月下旬重组，尤无魂任书记。1931年1月，尤无魂等被捕，武汉市委活动终止。1931年春，张执一等成立“武汉左翼青年联盟”（简称武汉左联），开展进步文化活动。9月上旬，中共中央派王觉夫、张执一到武汉建立中共武汉工作委员会（简称工委），王觉夫任书记。11月上旬均被捕，工委活动终止。1936年5月，王曦等成立中共武汉支部，一个月后即被捕。1936年夏，何伟（原名霍恒德）等建立中共武汉临时工作委员会，1937年春被捕。1937年9月，杨学诚以中共武汉大学中心支部为基础成立中共武汉地方工作委员会（简称武汉地方工委）。10月，中共湖北省工作委员会成立，武汉地方工委撤销。1938年3月至9月，存在中共武昌区委员会、中共硚阳区委员会、中共硚口区委员会、中共汉口区委员会等组织。1938年6月至1940年2月，存在中共汉阳区委员会、中共武昌区委员会等组织。1941年10月，鄂豫边区党委派王锡珍到武汉，组成中共汉口市委员会。1943年8月，王锡珍等被调回边区，汉口市委终止:24-31。
1947年10月，成立中共湖北省工委，牵头组建中共武汉市工作委员会，刘实任书记:32。1948年7月，中共中央上海局决定撤销武汉市工委，成立中共武汉市委员会，曾淳任书记:33。1949年2月23日，在汉口珞珈山街曾淳住所召开第一次委员会议。
1949年5月25日，成立新的武汉市委，直接受中央领导:82。文化大革命期间，被造反派夺权，1968年1月成立武汉市革命委员会，1971年恢复。

## 机构设置
根据《武汉市机构改革方案》，中国共产党武汉市委员会设置工作机关（副厅级）17个，工作机关管理的机关（副局正处级）2个。中共武汉市委设置下列机构：
- 中共武汉市委办公厅

### 职能部门
- 中共武汉市委组织部
- 中共武汉市委宣传部
- 中共武汉市委统一战线工作部
- 中共武汉市委社会工作部
- 中共武汉市委政法委员会

（市委办公局挂市档案局牌子；组织部挂市公务员局牌子；宣传部挂市新闻出版局(市版权局)、市政府新闻办公室、市精神文明建设指导委员会办公室、市电影局牌子；统一战线工作部挂市政府侨务办公室牌子。）

### 办事机构
- 中共武汉市委政策研究室
- 中共武汉市委国家安全委员会办公室
- 中共武汉市委网络安全和信息化委员会办公室
- 中共武汉市委外事工作委员会办公室
- 中共武汉市委机构编制委员会办公室
- 中共武汉市委金融委员会办公室
- 中共武汉市委军民融合发展委员会办公室
- 中共武汉市委台湾工作办公室
- 中共武汉市委巡视工作领导小组办公室
- 中共武汉市委信访局

（市委全面深化改革委员会办公室设在市委政策研究室。市委全面依法治市委员会办公室设在市司法局。市委财经委员会办公室设在市委政策研究室。市委审计委员会办公室设在市审计局。市委教育工作领导小组秘书组设在市教育局。市委农村工作领导小组办公室设在市农业农村局。市委台湾工作办公室挂市人民政府台湾事务办公室牌子。市委外事工作委员会办公室挂市人民政府外事办公室、市人民政府港澳事务办公室牌子。市委网络安全和信息化委员会办公室挂市互联网信息办公室牌子。市委金融委员会办公室与市委金融工作委员会合署办公，挂市地方金融管理局牌子。）

### 派出机关
- 中共武汉市委直属机关工作委员会

### 直属事业单位
- 中共武汉市委党校
- 《长江日报》社
- 武汉社会主义学院
- 中共武汉市委党史研究室
- 武汉市档案馆

（市委党校挂武汉行政学院牌子。武汉社会主义学院挂武汉中华文化学院牌子。）

### 工作机关管理的机关
- 中共武汉市委机要和保密局，由市委办公局管理。
- 中共武汉市委老干部局，由市委组织部管理。

（市委机要和保密局挂市国家保密局牌子。）

## 历届组成人员
中共武汉市委员会（1949年5月－1954年5月）
- 书记：张平化、李先念
- 第一书记：王任重
- 第二书记：张平化
- 秘书长：刘淇生（1949年5月－1951年5月）、夏之栩、王树成

中共武汉市第一届委员会（1954年6月－1956年6月）
- 第一书记：张平化（1954年6月－1955年9月）、宋侃夫（1955年9月－1956年6月）
- 第二书记：宋侃夫（1954年6月－1955年9月）、李尔重（1955年9月－1956年6月）
- 第三书记：李尔重
- 副书记：李尔重、赵敏、宋一平
- 常务委员：张平化、宋侃夫、李尔重、赵敏（后调离）、宋一平、王树成（后调离）、杨青、张海峰、宋烈、刘惠农（增补）、孟夫唐（增补）、曾悖（增补）、王克文（增补）、韩克华（增补）、谢滋群（增补）
- 秘书长：王树成（1954年6月－1954年7月）、张海峰（1954年7月－1956年6月）

中共武汉市第二届委员会（1956年6月－1958年12月）
- 第一书记：宋侃夫
- 书记处书记：李尔重、宋一平、刘惠农、杨青
- 常务委员：宋侃夫、李尔重、宋一平、刘惠农、杨青、王克文、黎智、薛朴若、伍能光、谢滋群
- 秘书长：黎智。

中共武汉市第三届委员会（1958年12月－1962年12月）
- 第一书记：宋侃夫
- 第二书记：彭天琦（1960年12月－1962年12月）
- 书记处书记：李尔重、宋一平、刘惠农、杨青、王克文（1958年12月－1962年12月）、赵修（1960年6月任职）、伍能光（1961年5月－1962年12月）
- 常务委员：宋侃夫、李尔重（后调离）、宋一平、刘惠农、杨青（后调离）、王克文、黎智、伍能光、谢滋群、薛朴若、王家吉、余英（增补）、邵敏（增补）、樊作楷（增补，后调离）、赵修（增补，后调离）、彭天琦（增补）、熊飞（增补）
- 秘书长：黎智（1958年12月－1961年3月）、王家吉（1961年3月－1962年12月）

中共武汉市第四届委员会（1962年12月－1968年1月）
- 第一书记：宋侃夫
- 第二书记：彭天琦、王玉珍（1964年9月继任）
- 常务委员：宋侃夫、彭天琦（后调离）、宋一平（后调离）、刘惠农、王克文、伍能光、谢滋群、黎智、薛朴若、王家吉、熊飞、余英、王玉珍（增补）
- 书记处书记：宋一平、刘惠农、王克文、伍能光
- 秘书长：王家吉

武汉市革命委员会（1968年1月－1971年2月）
- 核心小组成员：方铭、张昭剑、韩宁夫、孙锡成、王克文、伍能光、李全智、张景禄、文祥、张绪（增补）、刘文科（增补）、刘海江（增补）、车成德（增补）
- 组长：方铭
- 副组长：张昭剑、张绪

中共武汉市第五届委员会（1971年2月－1982年1月）
- 第一书记：方铭（1971年2月－1973年11月）、王克文（1973年11月－1977年11月）、顾大椿（代理）、李任之（1979年2月－1980年12月）、王群（1980年12月－1982年11月）
- 第二书记：刘惠农（1977年11月－1982年1月）
- 书记：张昭剑（1971年2月－1973年9月）、田文、韩宁夫（1973年9月调离）、王克文、董明会（1972年1月任职）、伍能光（1972年8月任职）、文祥、李俊、孟筱澎、谢滋群、赵敏（1979年12月－1980年4月）
- 秘书长：栗栖、辛甫（1978年9月－1979年8月）、赵铁夫（1979年8月－1982年1月）

中共武汉市第六届委员会（1982年11月－1987年12月）
- 第一书记：王群（1982年11月－1987年8月）、郑云飞（改称书记，1987年10月－1987年12月）
- 书记：辛甫（1982年11月－1983年4月）、黎智、王杰、彭沈元、吴官正（1983年4月－1987年12月）、王群（1982年11月－1987年8月）、郑云飞
- 常务委员：王群、辛甫、黎智、王杰、彭沈元、郭义富、曲光藻、张大钧、吴官正、李梅芳、刘琨（增补）、谢培栋（增补）、赵宝江（增补）、董绍简（增补）、刘善璧（增补）、乐东汉（增补）、王守海（增补）、郑云飞（增补）
- 秘书长：赵铁夫（1982年11月－1983年3月）、谢培栋（1983年3月－1984年7月）、赵宝江（1984年7月－1985年7月）、王守海（1985年7月－1985年12月）、殷增涛（1985年12月－1987年12月）

中共武汉市第七届委员会（1987年12月－1992年12月）
- 书记：郑云飞（1987年12月－1991年10月）、钱运录（1991年10月－1992年12月）
- 副书记：赵宝江、谢培栋、李岩（1989年4月－1992年12月）、李梅芳（1990年12月－1992年12月）
- 常务委员：王守海、乐东汉、刘琨、刘善璧、李梅芳、郑云飞、赵宝江、谢培栋、李岩（增补）、董绍简（增补）、徐宗元（增补）、何其雄（增补）、钱运录（增补）
- 秘书长：殷增涛（1987年12月－1990年9月）、李涌泉（1990年9月－1992年12月）

中共武汉市第八届委员会（1992年12月－1997年12月）
- 书记：钱运录
- 副书记：赵宝江（1992年12月－1997年1月）、李岩、王守海（1992年12月－1996年1月，1997年1月－1997年12月）、刘善璧、何其雄、韩忠学（1995年9月－1997年12月）
- 常务委员：钱运录、赵宝江（1992年12月－1997年1月）、李岩、王守海（1992年12月－1996年1月，1997年1月－1997年12月）、刘善璧、何其雄、李梅芳（1992年12月－1997年1月）、董绍简、殷增涛、陈元林、赵零、李宪生、李必兴（1992年12月－1995年7月）、徐宗元（1995年7月－1997年12月）、韩忠学（1995年9月－1997年12月）、程康彦（1997年1月－1997年12月）
- 秘书长：李涌泉（1992年12月－1993年3月）、陈元林（1993年3月－1997年12月）

中共武汉市第九届委员会（1997年12月－2002年12月）
- 书记：钱运录（1997年12月－1998年12月）、罗清泉（1999年1月－2002年10月）
- 副书记：王守海、韩忠学、赵零、程康彦
- 常务委员：钱运录（1997年12月－1998年12月）、王守海、韩忠学、赵零、程康彦、殷增涛、李宪生、徐宗元（1997年12月－1999年12月）、吴厚溥、张代重、孙志军（1997年12月－1998年12月）、李云飞、叶金生、朱龙生（1998年12月－2002年12月）、罗清泉（1999年1月－2002年12月）、吴大祥（1999年12月－2002年12月）
- 秘书长：阮成发（1997年12月－1998年3月）、孙志军（1998年3月－1998年12月）、朱龙生（1998年12月－2001年1月）

中共武汉市第十届委员会（2002年12月－2007年12月）
- 书记：陈训秋（2002年10月－2005年5月）、苗圩（2005年5月－2008年3月）
- 副书记：
- 常务委员：

中共武汉市第十一届委员会
- 书记：苗圩（2005年5月－2008年3月）、杨松（2008年3月－2011年1月）、阮成发（2011年1月－2016年12月）
- 副书记：
- 常务委员：

中共武汉市第十二届委员会
- 书记：阮成发（2011年1月－2016年12月）、陈一新（2017年1月－2018年3月）
- 副书记：万勇（2015年1月－2017年1月）、陈瑞峰（2016年9月－2017年1月）
- 常务委员：

中共武汉市第十三届委员会（2017年1月－2021年12月）
- 书记：陈一新（2017年1月－2018年3月）、马国强（2018年7月－2020年2月）、王忠林（2020年2月－2021年4月）[5]、郭元强（2021年9月－）
- 副书记：万勇（2017年1月－2018年5月）、陈瑞峰（2017年1月－2018年11月）[6]、周先旺（2018年5月－2021年1月）、胡立山（2018年12月－）、程用文（2021年1月－）
- 常务委员：王忠林、胡立山、张曙、李义龙、蔡杰、曹裕江、胡亚波、汪祥旺、张世华、何松利、王永辉（2020年7月－）、程用文（2021年1月－）、郭元强（2021年9月－）

中共武汉市第十四届委员会（2021年12月－）
- 书记：郭元强
- 副书记：程用文（－2024年5月）、李义龙（－2024年10月）、盛阅春（2024年5月－）、孟祥伟（2024年10月－）
- 常务委员：郭元强、程用文、李义龙、杨玲、王永辉（－2022年12月）、刘子清、陈劲超、袁野、吴朝安、刘辉（－2025年1月）、刘洁（－2023年2月）、曾晟、张俊勇、杜海洋（2023年5月－2024年10月）、胡勇政（2023年2月－）、沈悦（2024年11月－）、陈国良（2025年1月－）